# Helmut Claß
Helmut Claß (* 1. Juli 1913 in Geislingen-Altenstadt; † 4. November 1998 in Nagold-Pfrondorf) war ein deutscher evangelischer Theologe, Landesbischof der Evangelischen Landeskirche in Württemberg und Ratsvorsitzender der Evangelischen Kirche in Deutschland.

## Leben und Beruf
Claß besuchte von 1919 bis 1921 die Volksschule in Geislingen-Altenstadt sowie von 1919 bis 1931 das Reformprorealgymnasium in Geislingen an der Steige sowie das Reformrealgymnasium (heute: Zeppelingymnasium) in Stuttgart, wo er sein Abitur ablegte. Anschließend studierte er Evangelische Theologie an der Kirchlichen Hochschule Bethel sowie an den Universitäten Marburg und Tübingen. 1936 legte er die Erste Theologische Dienstprüfung ab und wurde ordiniert. Von 1936 bis 1939 war er Vikar in Eßlingen am Neckar und bei der Evangelischen Diakonissenanstalt Schwäbisch Hall und legte 1939 seine Zweite Kirchliche Dienstprüfung ab. 1939 trat er seine erste Pfarrstelle an der Kilianskirche in Heilbronn an, wurde aber noch im gleichen Jahr zur Wehrmacht eingezogen. Am Ende des Zweiten Weltkriegs geriet er in sowjetische Kriegsgefangenschaft, aus der er 1947 zurückkehrte. Von 1947 bis 1949 verwaltete er die dritte Pfarrstelle an der Kilianskirche in Heilbronn und war zugleich Stadtjugendpfarrer.
Von 1950 bis 1958 war Claß Landesjugendpfarrer der Evangelischen Landeskirche in Württemberg. Während dieser Zeit lehrte er an verschiedenen Einrichtungen, darunter auf der Karlshöhe in Ludwigsburg und an der Universität Tübingen, und war Mitbegründer der Landjugendakademie Altenkirchen (Westerwald). Von 1958 bis 1968 war Claß leitender Pfarrer der Evangelischen Diakonieschwesternschaft Herrenberg. 1969 wurde er zum Prälaten von Stuttgart berufen, doch übte er dieses Amt nur ein Jahr aus.
Am 6. Juni 1969 wurde er von der Landessynode, der er selbst von 1952 bis 1968 angehörte, im fünften Wahlgang als Nachfolger von Erich Eichele zum Landesbischof der Evangelischen Landeskirche in Württemberg gewählt. Drei Jahre später wurde er von der Synode der Evangelischen Kirche in Deutschland als Nachfolger von Landesbischof Hermann Dietzfelbinger zum Vorsitzenden des Rats der EKD und damit zum höchsten Repräsentanten der EKD gewählt. Als Landesbischof und EKD-Ratsvorsitzender beteiligte sich Claß an den zahlreichen kirchlichen und gesellschaftlichen Diskussionen der 1970er Jahre und repräsentierte den westdeutschen Protestantismus nach innen und außen. Seine Bedeutung liegt vor allem in seiner Vermittlungs- und Integrationsrolle: In den kirchlichen und gesellschaftlichen Konflikten der 1970er Jahre hielt er die auseinanderstrebenden Lager innerhalb der Kirche zusammen und bemühte sich um gleichermaßen sachgerechte wie akzeptable Kompromisse. Nach Erreichen des 65. Lebensjahrs kandidierte er 1979 nicht mehr für seine beiden kirchlichen Leitungsämter. Zu seinem Nachfolger als EKD-Ratsvorsitzender wählte die EKD-Synode im Mai 1979 den Landesbischof der Hannoverschen Landeskirche, Eduard Lohse. Kurze Zeit später wählte die württembergische Landessynode Hans von Keler zum Nachfolger von Claß als württembergischer Landesbischof.
Von 1971 bis 1986 war Claß zudem Vorsitzender des Diakonischen Rats des Diakonischen Werks der EKD und von 1979 bis 1992 Beauftragter des Rats der EKD für den Kontakt zu den evangelischen Kommunitäten.

## Auszeichnungen und Ehrenämter
Claß erhielt 1972 die Ehrendoktorwürde der evangelisch-theologischen Fakultät der Universität Tübingen, 1979 das Große Verdienstkreuz mit Stern und Schulterband des Verdienstordens der Bundesrepublik Deutschland, 1979 das Ehrenritterkreuz des Johanniterordens und 1993 die Brenz-Medaille der Evangelischen Landeskirche in Württemberg.

## Familie
Claß war seit 1939 verheiratet mit Hilde, geborene Pfleiderer, und hatte drei Söhne und eine Tochter.

## Schriften (Auswahl)
- Bischof Claß. Mit der Gemeinde unterwegs. Aufsätze, Berichte, Predigten. Stuttgart 1978